# Buczki (Ełk)
Buczki (deutsch Buczken, 1938–1945 Kleinseliggen) ist ein Dorf in der polnischen Woiwodschaft Ermland-Masuren, der zur Gmina Ełk (Landgemeinde Lyck) im Powiat Ełcki (Kreis Lyck) gehört.

## Geographische Lage
Buszki liegt am Westufer des Großen Sellmentsees (polnisch Jezioro Selmęt Wielki) im südlichen Osten der Woiwodschaft Ermland-Masuren, fünf Kilometer östlich der Kreisstadt Ełk (Lyck).

## Geschichte
Buczken, ein Dorf mit mehreren kleinen Gehöften, wird im Jahr 1484 erstmals erwähnt. Im Jahr 1874 wurde es in den neu errichteten Amtsbezirk Selment eingegliedert mit Sitz in Klein Mrosen (polnisch Mrozy Małe), der – 1938 in Amtsbezirk Schönhorst (Ostpr.) umbenannt – zum Kreis Lyck im Regierungsbezirk Gumbinnen (ab 1905 Regierungsbezirk Allenstein) zur preußischen Provinz Ostpreußen gehörte. Zwischen 1888 und 1898 wurde Buczken in die Landgemeinde Seliggen (polnisch Szeligi) eingemeindet, und schließlich am 3. Juni (amtlich bestätigt am 16. Juli) des Jahres 1938 im Zuge der nationalsozialistischen Umbenennungsaktion in Kleinseliggen umbenannt.
Im Jahr 1945 kam das Dorf in Kriegsfolge mit dem gesamten südlichen Ostpreußen zu Polen und erhielt die polnische Namensform Buczki. Heute ist es Sitz eines Schulzenamtes (polnisch Sołectwo), in das auch der Nachbarort Szeligi (deutsch Seliggen) einbezogen ist. Damit gehört es in den Verbund der Gmina Ełk (Landgemeinde Lyck) im Powiat Ełcki (Kreis Lyck), bis 1998 der Woiwodschaft Suwałki, seither der Woiwodschaft Ermland-Masuren zugehörig.

## Religionen
Buczki war bis 1945 in die evangelische Pfarrkirche Lyck in der Kirchenprovinz Ostpreußen der Evangelischen Kirche der Altpreußischen Union sowie in die Römisch-katholische Kirche St. Adalbert Lyck im Bistum Ermland eingepfarrt. Der kirchliche Bezug Buczkis zur Kreisstadt gilt auch heute.

## Verkehr
Buczki ist von der Stadt Ełk (Lyck) aus auf einer Nebenstraße über Szeligi (Seliggen) zu erreichen. Die nächste Bahnstation  ist die der Stadt Ełk mit Anschluss an die Bahnstrecken Giżycko–Białystok und Olsztyn–Ełk.